# Paul Desnoyers
Paul Desnoyers ou Paul Denoyer (né le 11 février 1768 à Belleville - mort le 1er novembre 1799 à Damiette) est un chef de brigade français tué lors de la bataille de Damiette et dont le nom figure sur l'Arc de Triomphe de l'Étoile.

## Biographie
Paul Desnoyers dit Denoyer, est né à Belleville (faubourg de Paris) du marchand de vin Claude Denoyer et d'Anne Ravenot en 1768.

### Révolution
Paul Desnoyers s'engage comme soldat au régiment du Béarn du 28 avril 1783 au 8 mars 1784. Il intègre le régiment du Vivarais en octobre 1785 et y reste jusqu'à la veille de la révolution, le 11 juillet 1789. Le 14 juillet 1789, il rentre dans la Garde nationale de Paris.
Le 2 août 1792, il est chef du 10e bataillon de Fédérés. Deux ans plus tard, il passe chef du 1er bataillon de la 21e demi-brigade légère. Il est promu chef de brigade le 25 mai 1794 de la 21e demi-brigade. Il combat en Belgique et se retrouve blessé au combat de la Chartreuse de Sprimont. Fait prisonnier, il ne rentre qu'en 1797.

### Campagne d'Égypte

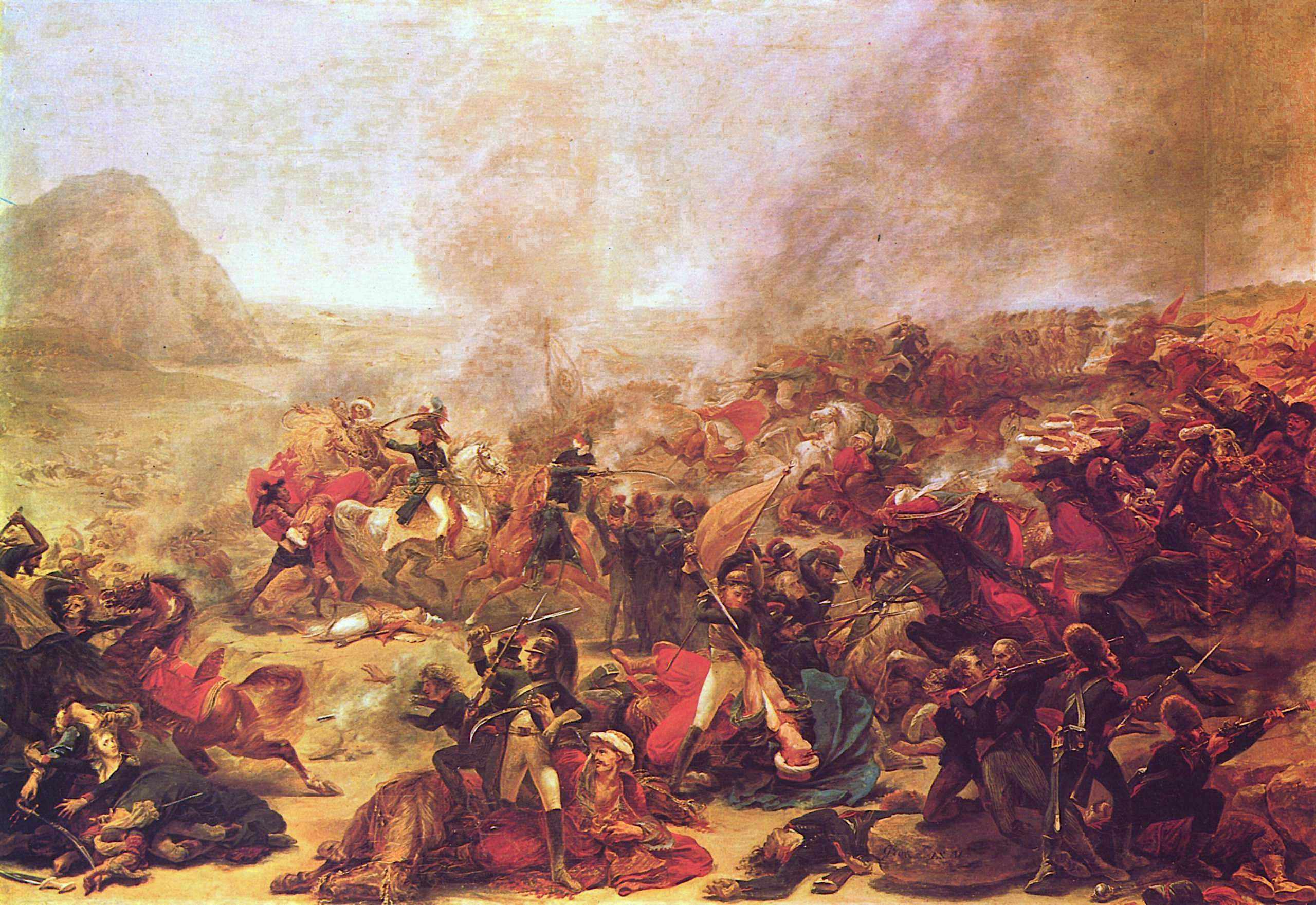
Le combat de Nazareth par Antoine Jean Gros. Paul Desnoyers est sur un cheval devant Junot

Chef de brigade de la 2e demi-brigade légère, il embarque pour l'Égypte. Il combat aux Pyramides et à la prise d'El-Arich en se distinguant lors de ces deux actions.
Il se distingue aussi sous le général Junot au combat de Nazareth où les français victorieux battent 3000 cavaliers ennemis,. Sur l'ordre du général Bonaparte, un tableau est commandé avec l'ordre d'y faire figurer le général Junot et les chefs de brigade Duvivier et Desnoyers.  Ce combat sera peint par Gros sur un tableau où Paul Desnoyers est représenté sur un cheval passant devant Junot.
En octobre 1799, le général Verdier bat les troupes que Sydney Smith vient de débarquer à Lesbeh près de Damiette. Le chef de brigade Desnoyers, à la tête de sa 2e demi-brigade, est mortellement blessé lors de ce combat,.

### Hommages
Son nom est inscrit sur le pilier sud de l'Arc de Triomphe de l'Étoile,.